# Guadalupe González
Guadalupe González, all'anagrafe María Guadalupe González Talavera (Lambaré, 29 febbraio 1992), è una modella paraguaiana nota per aver vinto il titolo di Miss Universo Paraguay nell'edizione 2013 del concorso di bellezza di Nuestra Belleza Paraguay.

## Biografia

### Carriera
Guadalupe nel 2011 ha partecipato al concorso di Miss Universo Paraguay ritirandosi prima della serata finale per motivi personali. Nel 2013 ha partecipato di nuovo al concorso di Nuestra Belleza Paraguay venendo selezionata. Durante la serata finale Guadalupe è stata eletta Miss Universo Paraguay, quindi rappresentò il Paraguay al concorso di Miss Universo 2013 che si è svolto presso il Crocus City Hall di Krasnogorsk nell'Oblast' di Mosca in Russia. Oltre che per i concorsi appena citati, la modella paraguayana si è fatta notare a livello internazionale perché ha rappresentato il suo paese in varie occasioni, precisamente (in ordine cronologico) prima nel concorso di bellezza di Miss Atlántico Internacional 2012, che si è svolto a Punta del Este in Uruguay, in cui ha ottenuto due premi speciali, uno come Miglior Costume Nazionale e uno come Miglior Presenza, poi nel concorso di Miss Latinoamérica 2012 che si è svolto a Panama, infine nel concorso di Reina Hispanoamericana 2013 in cui ha vinto il quinto posto e il titolo di Chicas Amazonas.
Nel 2016 la modella paraguaiana debuttò nella televisione italiana perché prese parte, insieme a Giada Pezzaioli, 
alla settima edizione del varietà di 
Canale 5 Ciao Darwin in qualità di valletta. Nell'inverno 2017 Guadalupe ha fatto parte del cast del Minimondo del quiz preserale di Canale 5 Avanti un altro! perché ha interpretato il personaggio della Bonas.

### Vita privata
Guadalupe ha un fratello minore, Andres Gonzalez, e i loro genitori sono Clara de Gonzalez e Antonio Gonzalez, i quali 
vivono ad Asunción. Nel 2015 la modella paraguayana si è trasferita in 
Italia per raggiungere il fidanzato, il calciatore Juan Iturbe, con il quale Guadalupe si è sposata il 12 giugno 2017 presso la 
Cattedrale Muncipale di Asunción.
Dopo il matrimonio la coppia si è trasferita fuori dall'Italia a causa del cambio di squadra effettuato da Iturbe.